# Inégalité de Bessel
Pour les articles homonymes, voir Bessel.
En mathématiques, et plus précisément en géométrie euclidienne ou hilbertienne, l'inégalité de Bessel est un résultat étroitement lié à la question de la projection orthogonale. Elle tient son nom du mathématicien allemand Friedrich Wilhelm Bessel.

## Énoncé pour unefamillefinie
Dans tout l'article E désigne un espace préhilbertien sur le corps des réels ou celui des complexes. Le produit scalaire est noté < , > et la norme associée : || ||. La valeur absolue ou le module d'un scalaire λ est noté |λ|. Une famille de vecteurs est dite orthonormale si ses vecteurs sont de norme 1 et orthogonaux deux à deux.
Énoncé pour une famille finie — 
Soit (e1, … , en) une famille orthonormale de vecteurs. Alors pour tout vecteur x de E, l'inégalité suivante est vérifiée :
En outre il y a égalité si et seulement si x est dans l'espace vectoriel engendré par les vecteurs e1, … , en.

## Généralisation à une famille quelconque
Le résultat précédent s'étend au cas où la famille (ei) est indexée par un ensemble I quelconque (ni fini, ni nécessairement dénombrable) :
Énoncé dans le cas général — 
Soit (ei) une famille orthonormale de vecteurs. Alors pour tout vecteur x de E, l'inégalité suivante est vérifiée :
et l'ensemble des indices i tels que 〈ei, x〉 soit non nul est au plus dénombrable.
Cas d'égalité et unicité des coefficients de Fourier — En outre il y a égalité si et seulement si x est dans l'adhérence du sous-espace vectoriel engendré par la famille, et dans ce cas x s'écrit de manière unique comme somme d'une famille de terme général λiei. La somme est la suivante :
Si la famille (ei) est simplement orthogonale et formée de vecteurs non nuls, l'inégalité de Bessel s'écrit :
Si E est un espace de Hilbert, et si la famille est une base de Hilbert, alors la majoration est une égalité dénommée égalité de Parseval.